# Ferdinand Macketanz
Ferdinand Macketanz (* 30. November 1902 in Wyganowo; † 28. Juni 1970 in Laas) war ein deutscher Landschafts-, Stillleben- und Porträtmaler und Kunstprofessor in Düsseldorf.

## Leben
Nach der Übersiedlung in das Rheinland studierte Macketanz an der Düsseldorfer Kunstakademie. Von 1926 bis 1931 war er Meisterschüler bei Heinrich Campendonk und gehörte der Künstlergruppe Das Junge Rheinland an.
Seine gegenständlich ausgeführten, von der Neuen Sachlichkeit beeinflussten Motive, bestehen vornehmlich aus Landschaftsdarstellungen, Stillleben und Porträts. Auf zahlreichen Studienfahrten in südliche Länder entstanden starkfarbige, mediterrane Erinnerungswelten.
„Ich schwanke ständig zwischen dem Wunsch, kühle und unpersönliche Farben und Formen – wenn Sie so wollen: gegenstandslos – nebeneinander zu setzen und dem Wunsch, romantische, das Gefühl nicht verleugnende Bilder zu malen.“
1942, nach Zerstörung seines Düsseldorfer Ateliers, übersiedelte er mit seiner Südtiroler Ehefrau Marianne an den Bodensee, wo sich auf der Halbinsel Höri Künstler angesiedelt hatten, die der nationalsozialistischen Kunstauffassung widerständig waren. In dem zu Öhningen gehörenden Weiler Kattenhorn lebte und arbeitete Macketanz zeitweise noch 1960.
1951 wurde Macketanz als Professor für Malerei an die Düsseldorfer Akademie berufen. Am 5. Juni 1961 nahm er den später weltbekannt gewordenen Maler Gerhard Richter kurz nach dessen Akademieeintritt in seine Klasse auf. Nach seiner Emeritierung zog er von Düsseldorf nach Laas in Südtirol.
Ferdinand Macketanz war Mitglied im Deutschen Künstlerbund. Sein schriftlicher Nachlass befindet sich im Rheinischen Archiv für Künstlernachlässe in Bonn.

## Ausstellungen
- 1961: Galerie Vömel, Düsseldorf